# Bilaval
Bilaval o Bilawal (IAST: Bilāval) es un raga y la base del thaat (modo musical) homónimo en la música clásica de India. El raga Bilaval recibe su nombre de Veraval, en Gujarat.
Bilaval ha sido el estándar de la música del norte de la India desde principios del siglo XIX. Sus relaciones tonales son comparables a la escala mayor de Do en la música occidental. Bilaval aparece en el Ragamala como una ragini (forma femenina de raga) de Bhairav, pero en la actualidad es el principal del thaat Bilaval. El Ragamala menciona a Bilaval como un Putra (hijo) de Bhairav, aunque hoy en día no se establece ninguna relación entre estos dos ragas. Bilaval es un raga matutino que se interpreta con un sentimiento de profunda devoción y serenidad, y a menudo se canta durante los meses calurosos. Bilaval es equivalente al raga melakarta del sistema carnático llamado Sankarabharanam, así como al modo jónico (escala mayor) en música occidental, y contiene las notas S R G M P D N S'. Los tonos del thaat Bilaval son todos shuddha (naturales). Las notas bemoles (komal) o sostenidas (tivra) aparecen solo según el patrón de intervalos del thaat Bilaval.
El raga Bilaval forma parte también de la tradición sij del norte de la India y aparece en la escritura sagrada sij, el Sri Guru Granth Sahib. Cada raga sigue un conjunto de reglas estrictas que determinan cuántas notas pueden usarse, cuáles pueden utilizarse y cómo deben interactuar entre sí para que una composición sea válida. Bilaval es el trigésimo cuarto raga en aparecer dentro de la serie de sesenta composiciones del Sri Guru Granth Sahib. Las composiciones en este raga aparecen a lo largo de 64 páginas, desde la página 795 hasta la 859.
En el sistema melakarta del sur de la India, Bilaval se corresponde estrechamente con el raga Shankarabharanam, compartiendo la misma estructura tonal.
Bilaval ha sido una piedra angular en la enseñanza de música hindustaní por su claridad estructural y adecuación pedagógica para principiantes.

## Estructura melódica
Aroha (o Arohana / Arohi) significa ascenso. Es la secuencia de notas que se siguen de forma ascendente en el raga, desde la nota más baja (Sa) hasta la más alta (Sa’ aguda).
- Arohana/Arohi: Sa, Re, Ga, ma, Pa, Dha, Ni, Sa'

Avaroha (o Avarohana / Avarohi) significa descenso. Es la secuencia de notas que se siguen de forma descendente, desde la nota más 
aguda hacia la más grave.
- Avrohana/Avarahi: Sa' Ni Dha, Pa, ma Ga, Ma, Re Sa